# Norwegische Fußballnationalmannschaft (U-16-Junioren)
Die norwegische U-16-Fußballnationalmannschaft ist eine norwegische Fußballjuniorennationalmannschaft. Sie wird vom Norges Fotballforbund organisiert und vertritt das Königreich Norwegen als Auswahlmannschaft in der U-16-Altersklasse. Spielberechtigt sind Spieler, die ihr 16. Lebensjahr noch nicht vollendet haben und die norwegische Staatsbürgerschaft besitzen, bei Einladungsturnieren kann hiervon gegebenenfalls abgewichen werden. 

## Hintergrund und Geschichte
Derzeit wird in der U-16-Altersklasse kein offizielles Turnier seitens der FIFA bzw. der UEFA organisiert. Seit einer Pilotphase 2012 werden seitens der UEFA sog. „Entwicklungsturniere“ veranstaltet, die jedoch nicht den Charakter einer europaweiten Meisterschaft haben. Vielmehr steht hier die Sichtung von Nachwuchstalenten und der Austausch mit anderen Verbänden im Vordergrund. 
Bis zur Anhebung des Altersniveaus 1989 um ein Jahr nahm die U-16-Nationalmannschaft – erfolglos – an der Qualifikation für den entsprechenden FIFA-Weltmeisterschaftswettbewerb teil, seither tritt die U-17-Juniorenauswahl an. 2002 zog die UEFA für den Kontinentalwettbewerb mit der Erhöhung der Altersgrenze nach, bis dahin nahm die norwegische U-16-Auswahl insgesamt fünfmal an EM-Endrunden teil. Dabei verpasste die Mannschaft als Zweiter der Gruppenphase 1985 sowie 1988 nur knapp jeweils das Halbfinale.

## Turnierbilanzen bei U-16-Europameisterschaften
| Jahr | Gastgeberland                   | Teilnahme bis …    | Letzter Gegner                   | Ergebnis |
| ---- | ------------------------------- | ------------------ | -------------------------------- | -------- |
| 1982 | Italien                         | nicht qualifiziert | –                                | –        |
| 1984 | Bundesrepublik Deutschland      | nicht qualifiziert | –                                | –        |
| 1985 | Ungarn                          | Gruppenphase       | Bulgarien, DDR, Niederlande      | –        |
| 1986 | Griechenland                    | nicht qualifiziert | –                                | –        |
| 1987 | Frankreich                      | nicht qualifiziert | –                                | –        |
| 1988 | Spanien                         | Gruppenphase       | BRD, Finnland, Österreich        | –        |
| 1989 | Dänemark                        | Gruppenphase       | Portugal, Rumänien, Schweiz      | –        |
| 1990 | Deutsche Demokratische Republik | nicht qualifiziert | –                                | –        |
| 1991 | Schweiz                         | nicht qualifiziert | –                                | –        |
| 1992 | Zypern                          | nicht qualifiziert | –                                | –        |
| 1993 | Türkei                          | nicht qualifiziert | –                                | –        |
| 1994 | Irland                          | nicht qualifiziert | –                                | –        |
| 1995 | Belgien                         | Gruppenphase       | Belgien, Irland, Österreich      | –        |
| 1996 | Österreich                      | nicht qualifiziert | –                                | –        |
| 1997 | Deutschland                     | nicht qualifiziert | –                                | –        |
| 1998 | Schottland                      | Gruppenphase       | Italien, Liechtenstein, Portugal | –        |
| 1999 | Tschechien                      | nicht qualifiziert | –                                | –        |
| 2000 | Israel                          | nicht qualifiziert | –                                | –        |
| 2001 | England                         | nicht qualifiziert | –                                | –        |